# Mesenosaurus
Mesenosaurus es un género extinto de la familia Varanopidae que vivió en el Pérmico Inferior en lo que ahora es Rusia. Mesenosaurus romeri es la única especie descrita para el género.